# Раймерсгаген
Раймерсгаген (нім. Reimershagen) — громада в Німеччині, розташована в землі Мекленбург-Передня Померанія. Входить до складу району Росток. Складова частина об'єднання громад Гюстров-Ланд.
Площа — 32,33 км2. Населення становить 407 ос. (станом на 31 грудня 2020).